# Hrabstwo Sargent

Piramida wieku hrabstwa

Hrabstwo Sargent (ang. Sargent County) – hrabstwo w południowo-wschodniej części stanu Dakota Północna w Stanach Zjednoczonych. Hrabstwo zajmuje powierzchnię 2 245,75 km². Według szacunków United States Census Bureau w roku 2006 liczyło 4198 mieszkańców. Siedzibą administracji hrabstwa jest miasto Forman.

## Miejscowości
- Cogswell
- Cayuga
- De Lamere (CDP)
- Gwinner
- Forman
- Havana
- Milnor
- Rutland